# Teucholabis (Teucholabis) myersi
Teucholabis (Teucholabis) myersi is een tweevleugelige uit de familie steltmuggen (Limoniidae). De soort komt voor in het Nearctisch en Neotropisch gebied.